# Ca l'Antoni Puig
Ca l'Antoni Puig és una casa d'Amer (Selva) inclosa a l'Inventari del Patrimoni Arquitectònic de Catalunya.

## Descripció
Edifici entre mitgeres de tres plantes i coberta de doble vessant a façana. Consta de dues crugies i està arrebossat i pintat, a excepció feta dels marcs d'algunes obertures, de pedra sorrenca.
La planta baixa consta d'un portal d'entrada i un portal de garatge. El portal d'entrada és de pedra sorrenca i la llinda monolítica està retallada per l'arrebossat en forma d'hexàgon irregular.
El primer pis conté una finestra i un balcó emmarcats de pedra sorrenca en grans blocs. La finestra té l'ampit de rajola i el balcó una base monolítica i una barana de ferro amb decoració senzilla.
Les dues llindes, monolítiques, estan retallades per l'arrebossat en forma de pentàgon irregular.
El segon pis presenta un badiu amb dos obertures rectangulars de diferents mides. El ràfec de la cornisa és de dues fileres, una de rajola plana i una de teula.

## Història
Casa originària del segle xviii, amb reformes i ampliacions durant dels segles XIX i XX.
La llinda monolítica del portal d'entrada conté gravada i encerclada la data de 1799.
El model de casa de l'interior del nucli d'Amer, com la majoria de cases de pagès, constava de dos plantes: una planta baixa pel bestiar i com a paller, i a les plantes superiors per a habitatge era comú fins al segon terç del segle xx.